# Ivo Celis
Ivo Celis is een personage uit de Vlaamse politieserie Zone Stad dat werd gespeeld door Rudi Delhem.

## Seizoen 1
Agent Ivo Celis is al jaren gelukkig getrouwd met Ria. Op een dag krijgen ze echter een bittere pil te slikken: Ria lijdt aan de ziekte van Alzheimer.

## Seizoen 2
Ivo kan het niet langer aan om voor zijn vrouw te zorgen en besluit dat er geen andere oplossing is dan haar in een instelling te stoppen. Hij is het echter niet altijd eens met de manier waarop ze daar behandeld wordt, en neemt dan ook vaak vrijaf om haar te kunnen bezoeken.

## Seizoen 3
Het gaat van kwaad naar erger met Ria, maar Ivo houdt zich sterk. Wanneer ze echter uit de instelling ontsnapt, is hij in alle staten. Hij treft Ria aan op een balkon in een kerk, waar ze plots struikelt en aan de rand bengelt. Ivo snelt naar boven, maar komt net te laat. Ria valt naar beneden en is op slag dood. Dit is een zware klap voor Ivo.

## Seizoen 4
Ivo heeft de dood van zijn vrouw Ria intussen een beetje een plaats kunnen geven. Een ander probleem speelt hem echter parten: hij kan niet meer mee met de steeds vernieuwende en modernere technologie. Korpschef Speltinckx vindt dit niet kunnen en verplicht commissaris Wauters dan ook hem op vervroegd pensioen te sturen.
Ter gelegenheid van zijn laatste werkdag mag Ivo nog een laatste keer mee op interventie. Voordat hij begon te sukkelen met zijn rug, was Ivo immers een gerespecteerd politieman. Zijn conditie blijkt hem echter parten te spelen. Wanneer er een vuurgevecht ontstaat, wordt Ivo geraakt en komt hij om het leven.